# Kent Nilsson

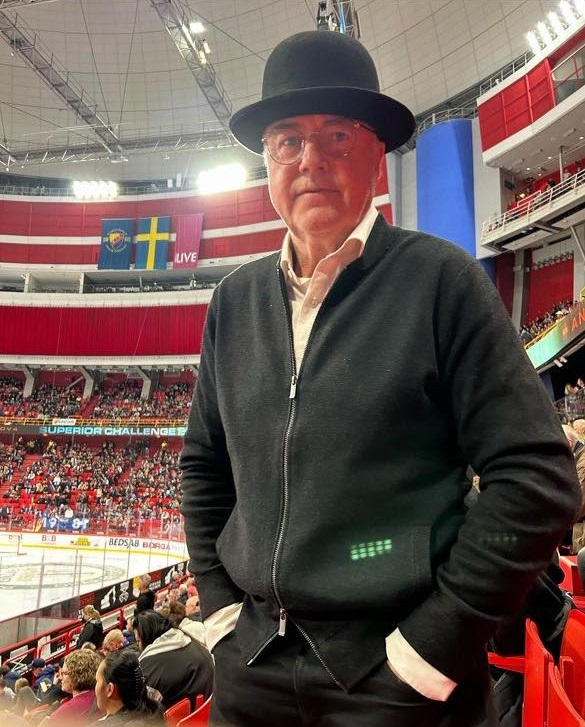
Nilsson på Globen 2023

Kent Åke "Kenta" Nilsson, "Kenta", "Magic Man" (NHL), "Mr Magic" (Sverige), född 31 augusti 1956 i Nynäshamn, är en svensk före detta professionell ishockeyspelare.

## Biografi
Nilsson började sin proffskarriär 1977 i Winnipeg Jets i WHA, där han under två säsonger i rad gjorde över 100 poäng. När WHA slogs ihop med NHL gick han över till Atlanta Flames där han gjorde 93 poäng under första säsongen. Säsongen efter flyttades laget till Calgary där han under säsongen 1980–81 gjorde 131 poäng som än i dag är klubbrekord Calgary Flames Rekordbok och flest poäng av en svensk spelare under en NHL-säsong.
Säsongen 1984–85 byttes Nilsson till Minnesota North Stars gentemot ett val i draften där Flames tog Joe Nieuwendyk. I Edmonton Oilers vann Nilsson 1987 sin första och enda Stanley Cup.
Nilsson gjorde ett minnesvärt mål med enhandsfattning i VM 1989 mot USA. Det var ett mål som skulle kopieras av Peter Forsberg i OS-finalen 1994.
Nilsson avslutade sin karriär 1997–98 i Majadahonda HC i Spanien.
När den inflytelserika kanadensiska sportkanalen TSN listade de tio mest skickliga spelarna genom tiderna hamnade Nilsson på sjätte plats.
2010–2016 arbetade han som talangscout för Florida Panthers och tidigare några år inom Edmonton Oilers organisation.
Innan Nilsson började sin proffskarriär så jobbade han som brandman på Stockholms Brandförsvar.

## Meriter
- Draftades i första omgången, 11:e valet, av Toronto Toros 1976
- Draftades i 4:e omgången, 64:e valet, av Atlanta Flames 1977
- Lou Kaplan Trophy (WHA Rookie of the Year) 1978
- Paul Daneau Trophy (WHA Most Gentlemanly Player) 1979
- NHL All-Star Game 1980, 1981
- Canada Cup 1984, tvåa
- Elitserien i ishockeys All star-lag 1985, 1989, 1990
- Stanley Cup 1986-87, vinst
- Canada Cup 1987, semifinal
- SM i ishockey 1989 guld
- Guldpucken, främste spelare i Sverige 1989
- VM i ishockey 1990 silver
- Invald i IIHF Hall of Fame 2006[3]

## Övrigt
Har från 2005 till och med 2016 varit gift med golfaren Helen Alfredsson. Huvudtränare för HCZ.
Kenta Nilsson fick sitt smeknamn när han i ett kanadensiskt TV-program fick utmaningen att i direktsändning avgöra en straffläggning på en träning mot Joe Daley. Under straffen flippar Nilsson upp pucken på högkant och håller den så ända fram mot mål. Där han då flippar upp pucken i luften och slår in den som ett baseboll-slag i målet. Därefter fick Nilsson sitt legendariska smeknamn "Mr Magic".

## Statistik

### Klubbkarriär
| 1973–74           | Djurgårdens IF        | Elitserien                         | 8   | 1   | 2   | 3   | —   | 4   | 14 | 8  | 6  | 14 | —   | 2  |
| 1974–75           | Djurgårdens IF        | Elitserien                         | 28  | 13  | 12  | 25  | —   | 14  | —  | —  | —  | —  | —   | —  |
| 1975–76           | Djurgårdens IF        | Elitserien                         | 36  | 28  | 25  | 53  | —   | 10  | —  | —  | —  | —  | —   | —  |
| 1976–77           | AIK                   | Elitserien                         | 36  | 30  | 19  | 49  | —   | 18  | —  | —  | —  | —  | —   | —  |
| 1977–78           | Winnipeg Jets         | WHA                                | 80  | 42  | 65  | 107 | +27 | 8   | 9  | 2  | 8  | 10 | +2  | 10 |
| 1978–79           | Winnipeg Jets         | WHA                                | 78  | 39  | 68  | 107 | +1  | 8   | 10 | 3  | 11 | 14 | −1  | 4  |
| 1979–80           | Atlanta Flames        | NHL                                | 80  | 40  | 53  | 93  | −3  | 10  | 4  | 0  | 0  | 0  | —   | 2  |
| 1980–81           | Calgary Flames        | NHL                                | 80  | 49  | 82  | 131 | +15 | 26  | 14 | 3  | 9  | 12 | —   | 2  |
| 1981–82           | Calgary Flames        | NHL                                | 41  | 26  | 29  | 55  | −20 | 8   | 3  | 0  | 3  | 3  | —   | 2  |
| 1982–83           | Calgary Flames        | NHL                                | 80  | 46  | 58  | 104 | +5  | 10  | 9  | 1  | 11 | 12 | —   | 2  |
| 1983–84           | Calgary Flames        | NHL                                | 67  | 31  | 49  | 80  | −24 | 22  | —  | —  | —  | —  | —   | —  |
| 1984–85           | Calgary Flames        | NHL                                | 77  | 37  | 62  | 99  | −4  | 14  | 3  | 0  | 1  | 1  | −2  | 0  |
| 1985–86           | Minnesota North Stars | NHL                                | 61  | 16  | 44  | 60  | +4  | 10  | 5  | 1  | 4  | 5  | +2  | 0  |
| 1986–87           | Minnesota North Stars | NHL                                | 44  | 13  | 33  | 46  | +2  | 12  | —  | —  | —  | —  | —   | —  |
| 1986–87           | Edmonton Oilers       | NHL                                | 17  | 5   | 12  | 17  | +10 | 4   | 21 | 6  | 13 | 19 | +11 | 6  |
| 1987–88           | HC Bolzano            | Serie A                            | 35  | 60  | 72  | 132 | —   | 48  | 8  | 14 | 14 | 28 | —   | ?  |
| 1987–88           | SC Langnau            | NL-A                               | 2   | 2   | 0   | 2   | —   | —   | —  | —  | —  | —  | —   | —  |
| 1988–89           | Djurgårdens IF        | Elitserien                         | 35  | 21  | 21  | 42  | —   | 36  | 1  | 0  | 1  | 1  | —   | 0  |
| 1989–90           | EHC Kloten            | NL-A                               | 36  | 21  | 19  | 40  | —   | —   | 5  | 4  | 5  | 9  | —   | —  |
| 1990–91           | EHC Kloten            | NL-A                               | 33  | 37  | 39  | 76  | —   | —   | 8  | 3  | 8  | 11 | —   | —  |
| 1991–92           | EHC Kloten            | NL-A                               | 17  | 11  | 14  | 25  | —   | 8   | 2  | 0  | 0  | 0  | —   | 2  |
| 1992–93           | Djurgårdens IF        | Elitserien                         | 40  | 11  | 20  | 31  | —   | 20  | 6  | 2  | 3  | 5  | —   | 0  |
| 1993–94           | Graz EC               | Alpenliga                          | 30  | 15  | 33  | 48  | —   | —   | —  | —  | —  | —  | —   | —  |
| 1993–94           |                       | Österrike                          | 27  | 8   | 9   | 17  | —   | —   | —  | —  | —  | —  | —   | —  |
| 1994–95           | Vålerengens IF        | GET-ligaen                         | 6   | 1   | 1   | 2   | —   | 8   | —  | —  | —  | —  | —   | —  |
| 1994–95           | Edmonton Oilers       | NHL                                | 6   | 1   | 0   | 1   | −5  | 0   | —  | —  | —  | —  | —   | —  |
| 1995–96           | Nynäshamns IF HC      | Div. 2 Östra B                     | 2   | 2   | 3   | 5   | —   | 6   | —  | —  | —  | —  | —   | —  |
| 1996–97           | EC Stuttgart          | Tyskland                           | 1   | 0   | 0   | 0   | —   | 0   | —  | —  | —  | —  | —   | —  |
| 1997–98           | Majadahonda HC        | Superliga Española de Hockey Hielo | 6   | 8   | 12  | 20  | —   | —   | 2  | 3  | 8  | 11 | —   | —  |
| Elitserien totalt | Elitserien totalt     | Elitserien totalt                  | 183 | 104 | 100 | 204 | —   | 102 | 21 | 10 | 10 | 20 | —   | 2  |
| WHA totalt        | WHA totalt            | WHA totalt                         | 158 | 81  | 133 | 214 | +28 | 16  | 19 | 5  | 19 | 24 | +1  | 14 |
| NHL totalt        | NHL totalt            | NHL totalt                         | 553 | 264 | 422 | 686 | −20 | 116 | 59 | 11 | 41 | 52 | +11 | 14 |
| NL-A totalt       | NL-A totalt           | NL-A totalt                        | 88  | 71  | 72  | 143 | —   | 8   | 15 | 7  | 13 | 20 | —   | 2  |

### Internationellt
| År            | Lag           | Turnering     | Matcher | Mål | Assists | Poäng | Utv. |  |
| ------------- | ------------- | ------------- | ------- | --- | ------- | ----- | ---- |  |
| 1973          | Sverige       | JEM           | 5       | 8   | 7       | 15    | 2    |  |
| 1974          | Sverige       | JEM           | 5       | 5   | 5       | 10    | 0    |  |
| 1975          | Sverige       | JVM           | 6       | 3   | 3       | 6     | 0    |  |
| 1976          | Sverige       | JVM           | 4       | 1   | 3       | 4     | 2    |  |
| 1981          | Sverige       | CC            | 5       | 0   | 2       | 2     | 4    |  |
| 1984          | Sverige       | CC            | 8       | 3   | 8       | 11    | 4    |  |
| 1985          | Sverige       | VM            | 8       | 6   | 5       | 11    | 6    |  |
| 1987          | Sverige       | CC            | 6       | 0   | 4       | 4     | 4    |  |
| 1989          | Sverige       | VM            | 10      | 3   | 11      | 14    | 0    |  |
| 1990          | Sverige       | VM            | 10      | 10  | 2       | 12    | 6    |  |
| Junior totalt | Junior totalt | Junior totalt | 20      | 17  | 18      | 35    | 4    |  |
| Senior totalt | Senior totalt | Senior totalt | 47      | 22  | 32      | 54    | 24   |  |

- Ovanstående är facit i större turneringar. Totalt deltog Kent Nilsson i 94 A-landskamper.[7]